# Sierra Grande

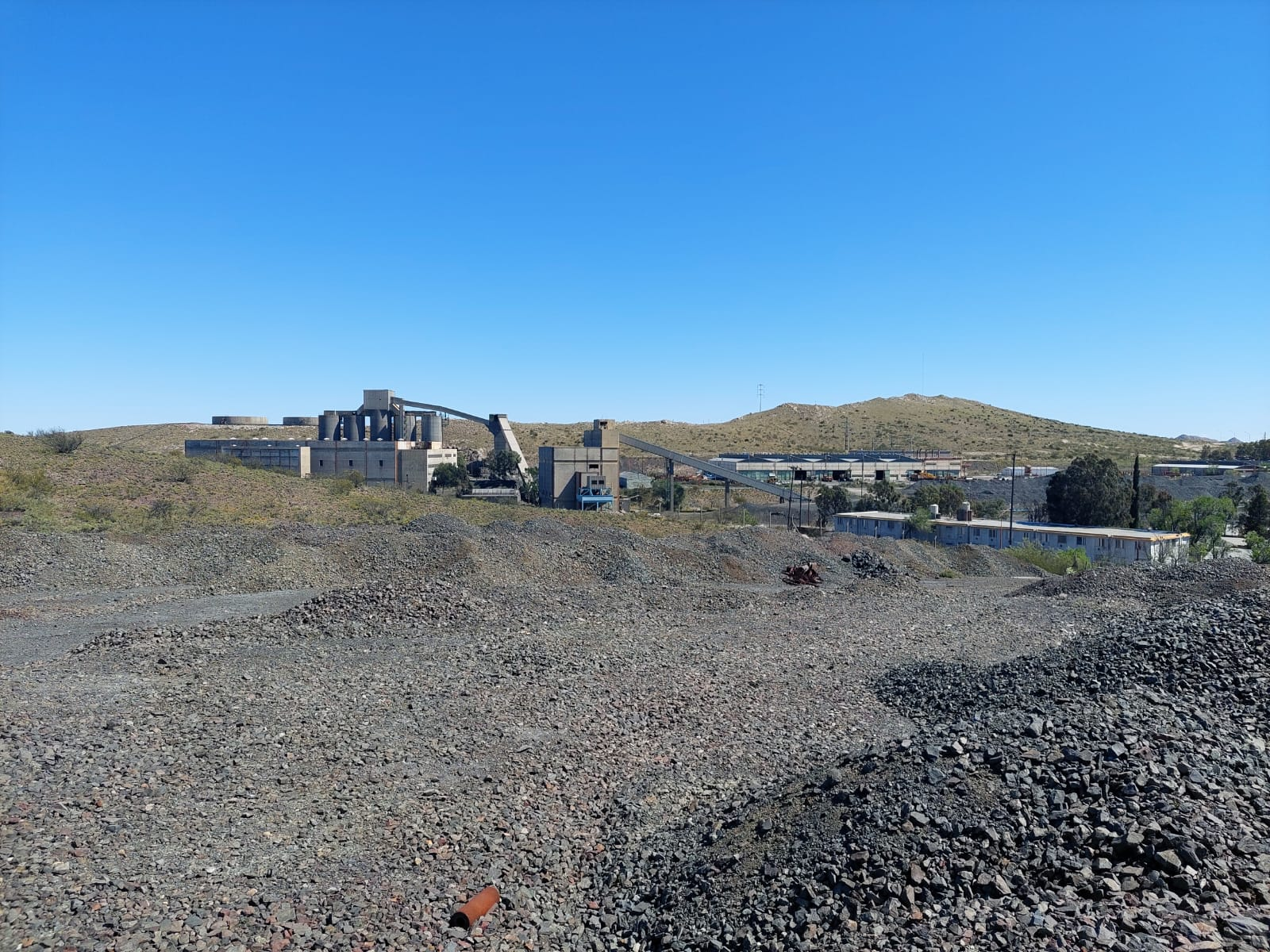
Minera de Sierra Grande.

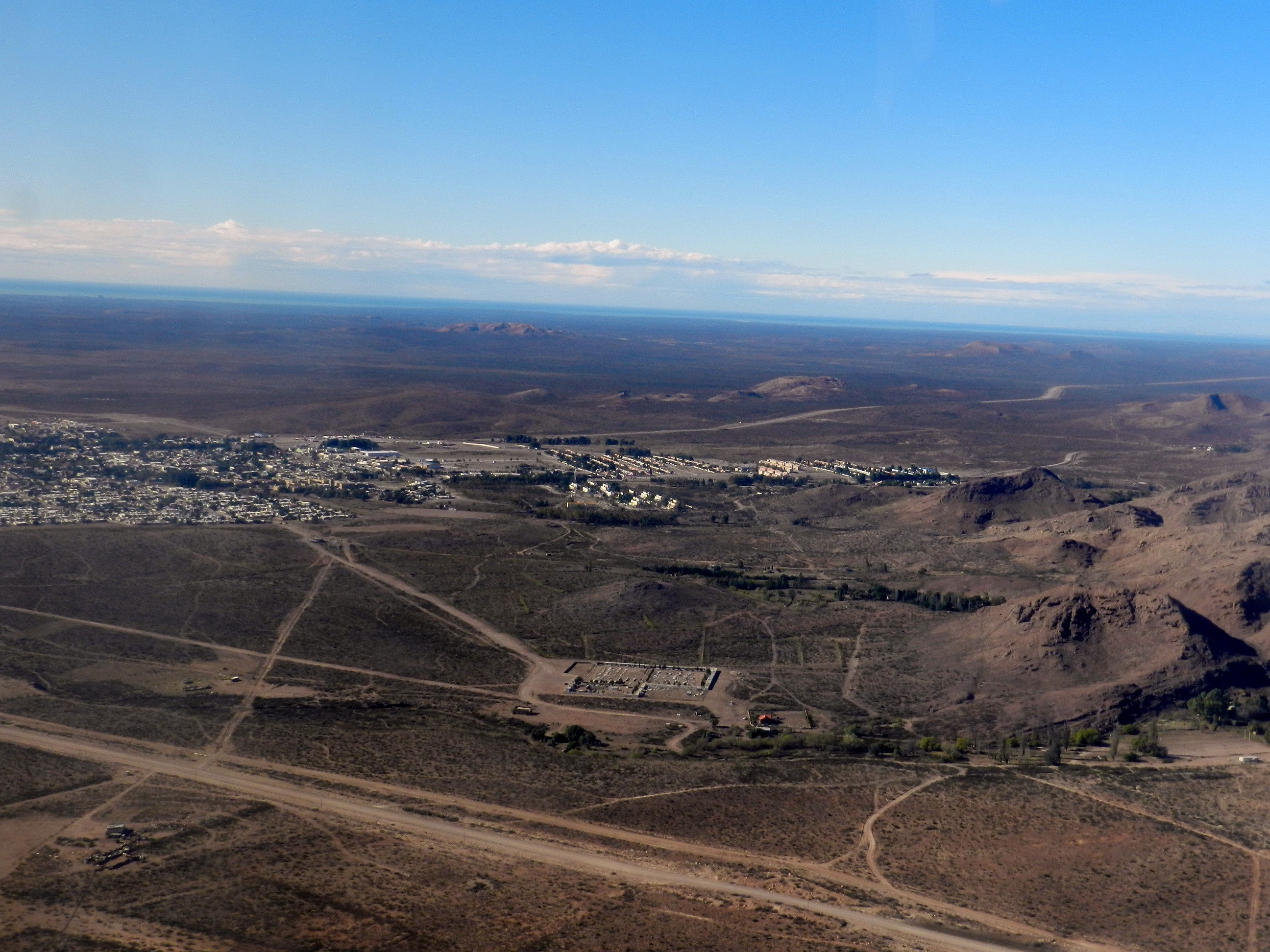
Vista aérea de las sierras que dan nombre a la ciudad.

Sierra Grande es una ciudad del sudeste de la provincia de Río Negro, Argentina, dentro del departamento San Antonio.

## Geografía
Se ubica aproximadamente en la posición 41°36′41″S 65°21′27″O / -41.61139, -65.35750, a la altura del km 1250 de la ruta Nacional 3, que la vincula hacia el norte con San Antonio Oeste y Viedma-Carmen de Patagones y hacia el sur con Puerto Madryn. Se encuentra recostada sobre la vertiente oriental del faldeo de las sierras, que la protegen de los vientos del sudoeste, a una altitud media de 250 m s. n. m.. Sobre la costa, a unos 28 km, se encuentra el balneario Playas Doradas.

## Población
El censo 2022 arrojó 4.916 viviendas con una población estable de 8.957 habitantes en el municipio.Además, el censo dio a conocer datos de su composición poblacional (4066 hombres 4333 mujeres), población urbana sin población rural dispersa o localidades dispersas en el municipio (8399) densidad y área urbana.
La ciudad contó con 7,404 habitantes (Indec, 2010), lo que representa un incremento del 9,4 % frente a los 6,764 habitantes (Indec, 2001) del censo anterior. Un dato destacado es su índice de masculinidad que fue de 101 % (50,12 por ciento de la población son hombres y el 49,88 mujeres), valor superior a las ciudades mayores de 5000 habitantes de la provincia.
| Gráfica de evolución demográfica de Sierra Grande entre 1970 y 2022 |
|                                                                     |
| Fuente: Censos nacionales del INDEC                                 |

El extenso territorio del municipio sierragrandense incluye 4 localidades:
Anexo: Localidades del municipio de Sierra Grande
| Asentamiento Urbano | Actividad Económica         |
| ------------------- | --------------------------- |
| Playas Doradas      | Turismo y servicios         |
| Punta Colorada      | Servicios e industria       |
| Mina Gonzalito      | Ganadería y minería         |
| Sierra Grande       | Turismo, servicios, minería |

## Historia

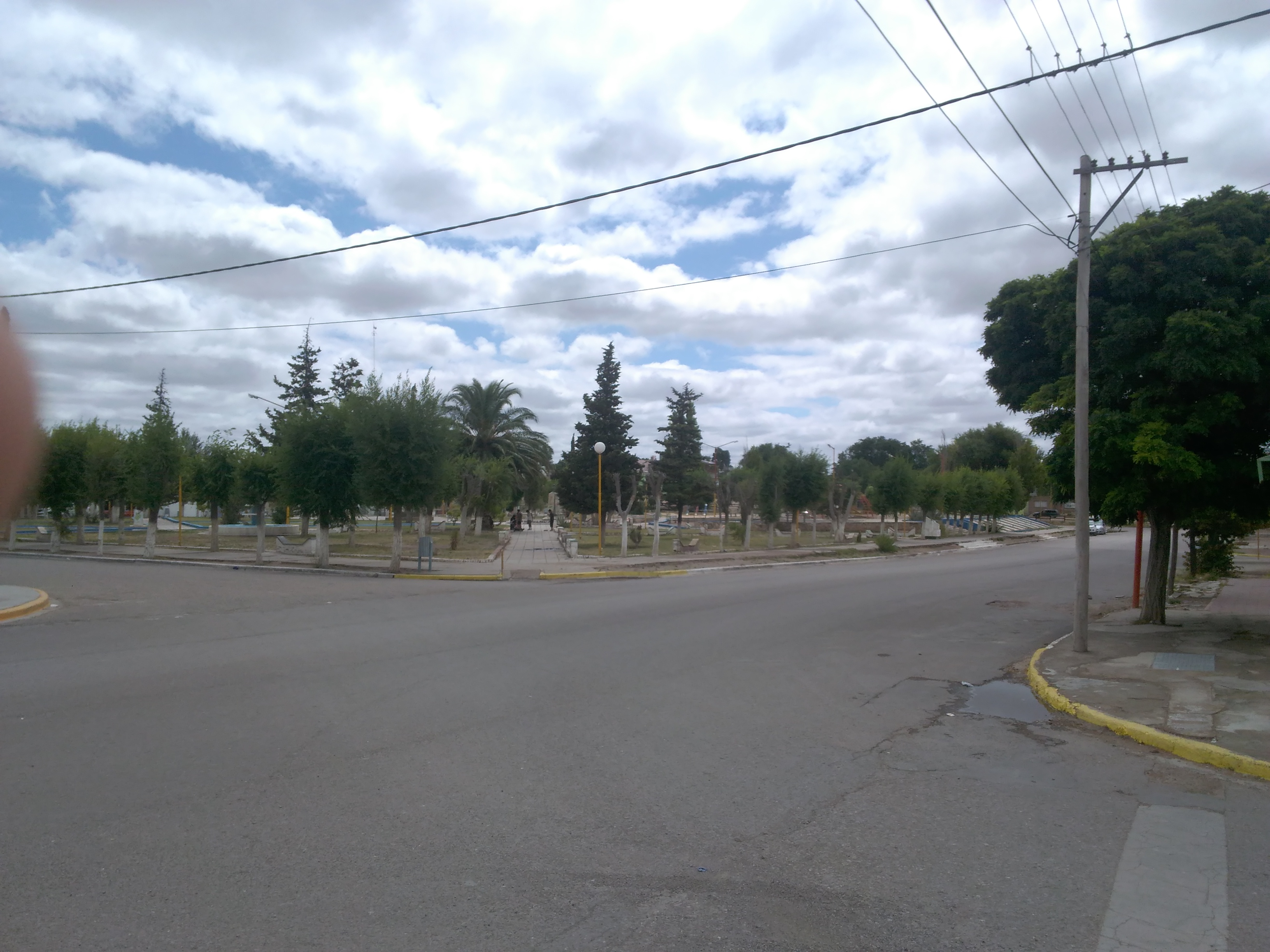
Plaza central de Sierra Grande.

Las montañas que rodean la zona fueron utilizadas como camino y asiento de los Tehuelches, que habitaban la zona antes de la colonización hispana. Tras el avance de la desertificación de la zona, los indígenas se movieron de su asentamiento sobre el arroyo El Salado hacia el nordeste de Chubut.

### Primer asentamiento
Los primeros hombres blancos llegarían a fines del siglo XIX, provenientes de la zona de Viedma y Carmen de Patagones. Estos eran viajeros que buscaban mejores tierras y pasturas para su ganado . El primer asentamiento, ubicado a dos kilómetros del actual, se denominó Sierra Vieja, luego rebautizado como Colonia Chilavert. El 19 de octubre de 1903 comenzó a funcionar el Juzgado de Paz, y esta es la fecha que se toma como la de su fundación por ser el primer testimonio escrito. En 1910 ya había correo, en 1920 una comisaría y en 1930 ya estaba instalado un almacén. En pocos años la población creció bastante y se transformó en un poblado lleno de quintas y plantaciones. La precaria actividad ganadera y la limitada agricultura constituían su base de sustento hasta 1969, año en que comenzó la explotación del yacimiento de hierro cercano

### La explotación del hierro
Manuel Reynerio Novillo fue quien descubrió la veta de hierro en 1944. El Banco Industrial con la participación de la Dirección de Minas de la Nación efectuó los primeros trabajos de explotación, tras lo cual serían traspasados a la Dirección General de Fabricaciones Militares. Recién en 1969 la firma pasa a manos privadas con la constitución de Hierro Patagónico Sociedad Anónima (HIPASAM) y comenzó la explotación de la mina, a cargo de la empresa FREIRE Y CIA.SCA., liderada por Justo Oscar Freire que abrió los primeros túneles de la mina cortes A y B, asentando en el lugar su campamento. El mismo año se construye un camino que vincula a los yacimientos con Punta Colorada, donde se encuentra la planta de peletización y el embarcadero por el que sale el material procesado.
El apogeo de HIPASAM apuntaló el crecimiento de Sierra Grande entre los años 1973 y 1989 aproximadamente. Sin embargo, durante la década de 1990, el gobierno nacional decretó el cierre del yacimiento, convirtiendo a Sierra Grande en la primera de varias empresas públicas cerradas por el gobierno de Carlos Saúl Menem. Los 1000 trabajadores sin empleo fueron devastadores para el poblado, que sufrió la mayor caída de población entre localidades de más de 10 000 habitantes de la Argentina. Esto provocó que las autoridades impulsaran el turismo en las playas como alternativa de supervivencia.
Posteriormente el gobierno provincial, a cargo de Horacio Massaccesi, provincializó la empresa creando Hierro Patagónico Rionegrino Sociedad Anónima (HIPARSA). La empresa Hierro Patagónico de Sierra Grande Sociedad Anónima Minera (Hipasam) quedó inactiva desde 1992.
Se intentaron numerosos proyectos para movilizar a los sectores relegados; de estos los más fructíferos tenían que ver con el desarrollo turístico de la zona, el Turismo Minero. Las excursiones a las inmensas galerías subterráneas, denominada Viaje al fondo de la tierra, y las Playas Doradas que se cuentan entre las más populares de la Patagonia argentina intentaron reanimar el movimiento local. Con la devaluación posterior a la crisis de 2001 volvieron a surgir proyectos para reactivar la producción minera, lo que sucedió en 2005 cuando la empresa Grade Trading reinició las actividades. El complejo ferrífero es la mina de hierro más grande de Sudamérica por sus reservas de mineral. Dando trabajo a 500 personas en una primera etapa, la mina fue inaugurada por el gobernador Saiz y el intendente municipal Nelson Iribarren y contó con el apoyo del entonces presidente de la Nación. Empresas chinas y norteamericanas adquirieron los derechos de explotación, y a fines de 2010 salió el primer embarque de hierro dirigido hacia los puertos chinos. Ya con un plantel de 400 empleados, envió 54.000 toneladas de hierro concentrado a una siderúrgica china.

Para 2016 el panorama cambió y la empresa afirmó que atravesaba dificultades financieras que habían generado una pérdida de más de un millón de dólares en tres meses. En 2017 la mina suspende su producción y despide a 220 trabajadores por lo que la localidad de Sierra Grande perdía su principal fuente de empleo y casi exclusivo motor económico.
Las condiciones de retracción comercial fueron determinantes para suspender las tareas. En tanto Nelson Iribarren, intendente de Sierra Grande ante los pedidos de ayuda explicó que ni el gobernador Alberto Weretilneck ni el presidente Mauricio Macri lo habían atendido. 

Hacia fines de enero de 2017, se confirmó el cierre de la mina y el despido de los trabajadores.

## Gobierno

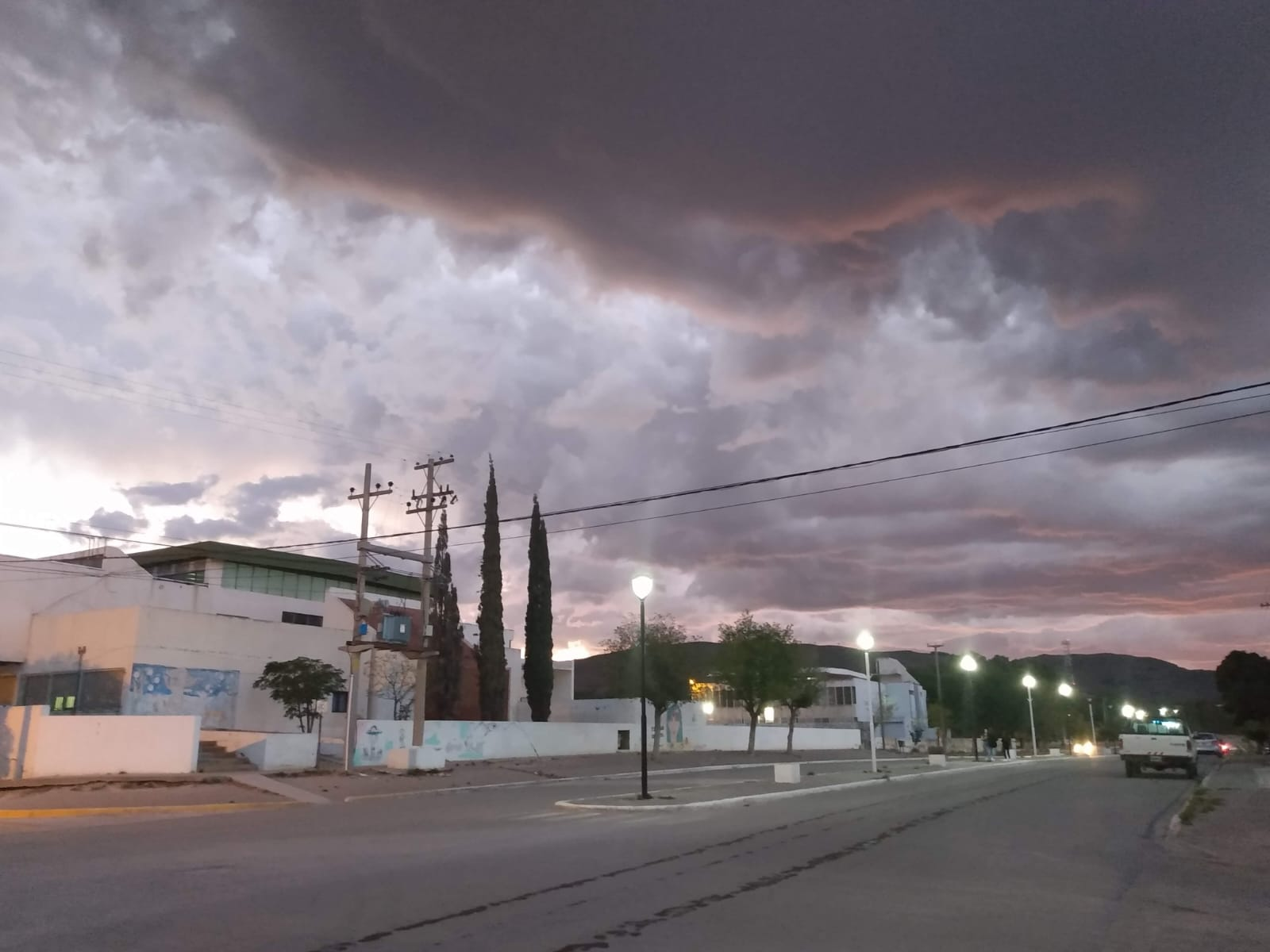
Avenida Antártida Argentina.

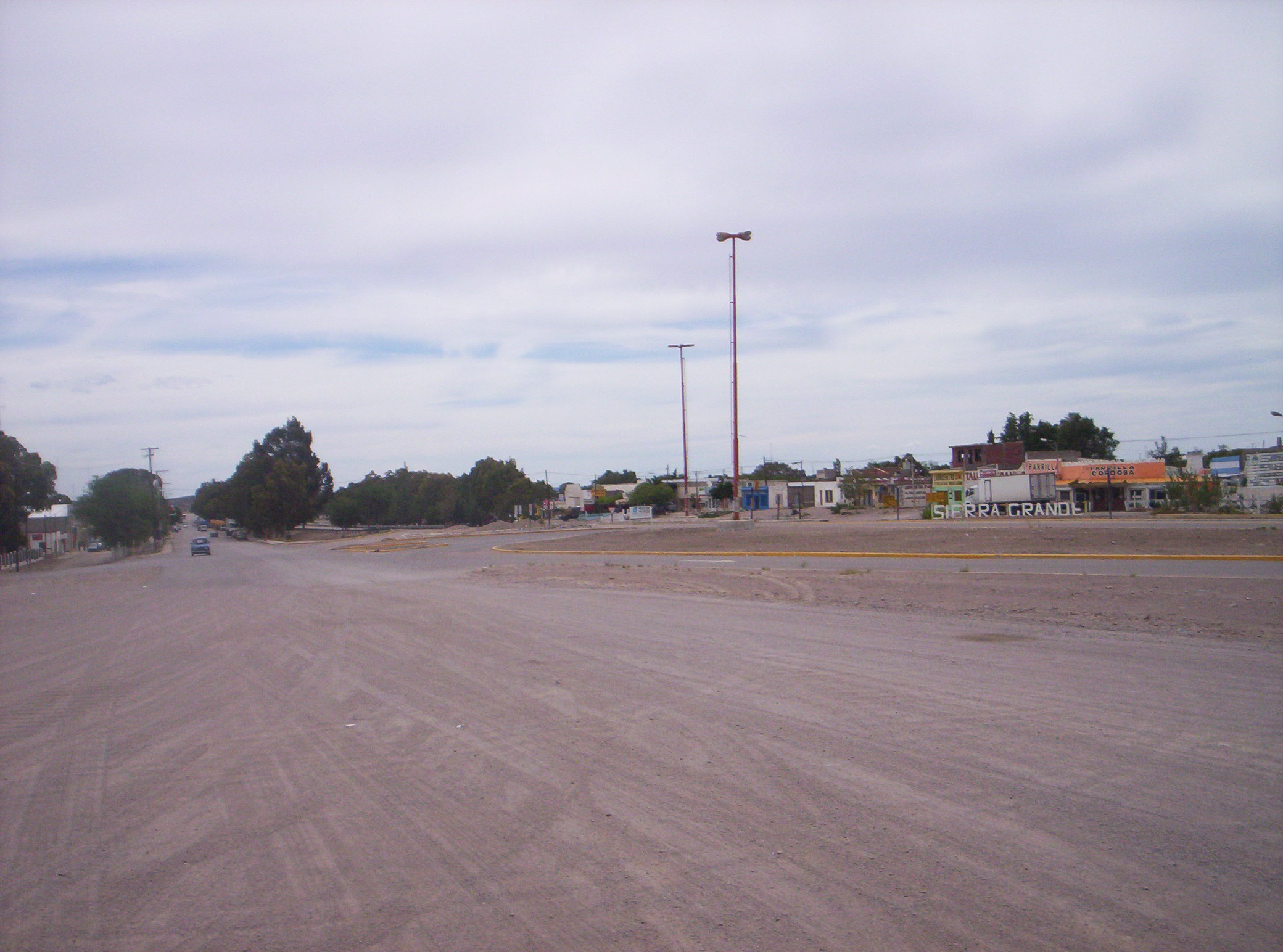
Acceso sur a la localidad.

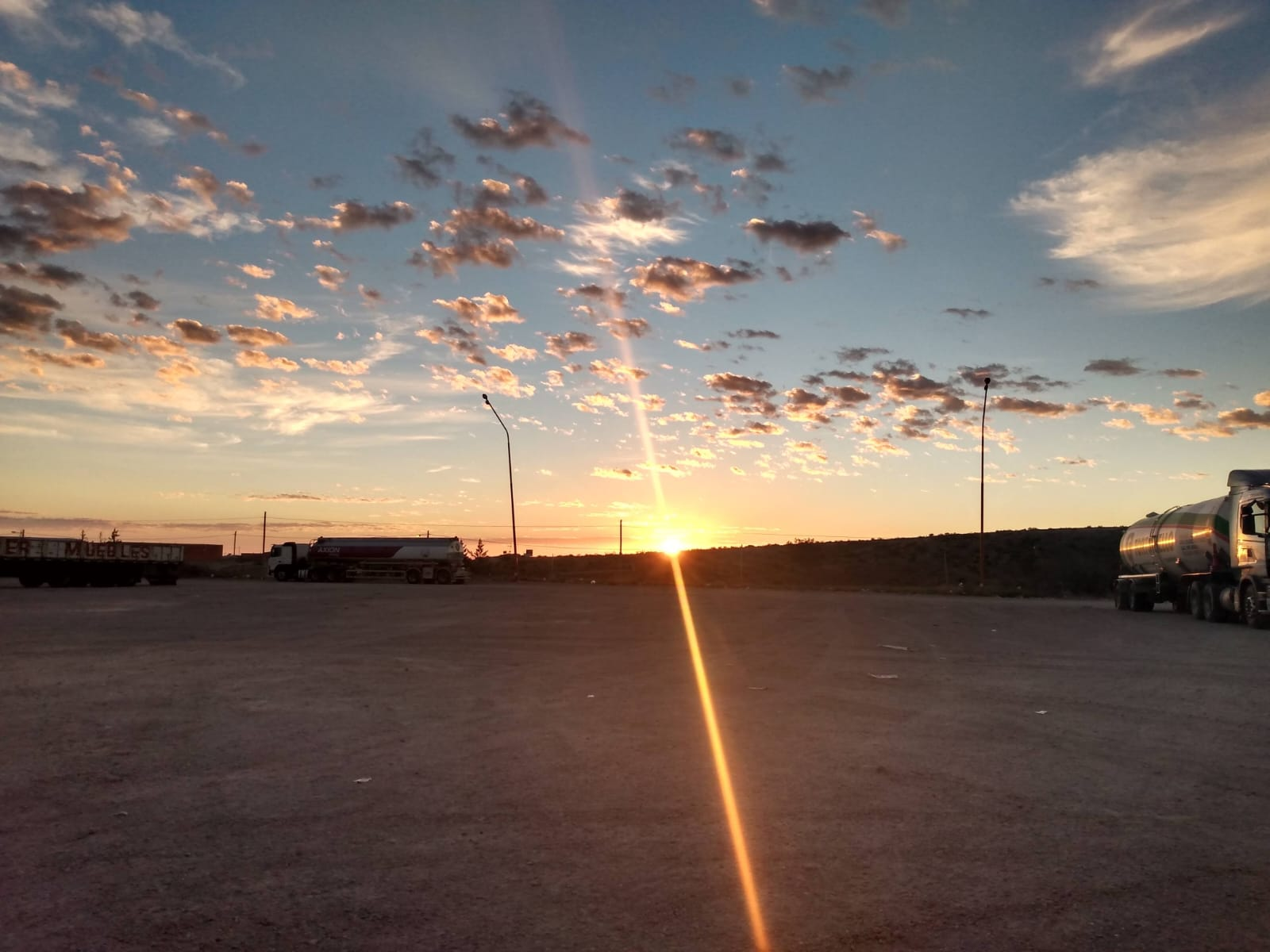
Atardecer en Sierra Grande.

| Año(s)      | Cargo      | Nombre                | Partido                |
| 1983 - 1985 | Intendente | Beluz González        | UCR                    |
| 1985-1987   | Intendente | Miguel Ángel Pichetto | Partido Justicialista  |
| 1987-1989   | Intendente | Hugo H. Lastra        | Partido Justicialista  |
| 1989-1995   | Intendente | Miguel Ángel Palferro | Partido Justicialista  |
| 1995-1999   | Intendente | Adrián López          | Partido Justicialista  |
| 1999-2003   | Intendente | Nelson Iribarren      | UCR                    |
| 2003-2007   | Intendente | Nelson Iribarren      | UCR                    |
| 2007-2011   | Intendente | Nelson Iribarren      | UCR                    |
| 2011-2015   | Intendente | Renzo Tamburrini      | FpV                    |
| 2015-2019   | Intendente | Nelson Iribarren      | (PUL - Cambiemos)      |
| 2019-2023   | Intendente | Renzo Tamburrini      | Frente de Todos        |
| 2023-2027   | Intendente | Roxana Fernandez      | Juntos Somos Río Negro |

## Economía

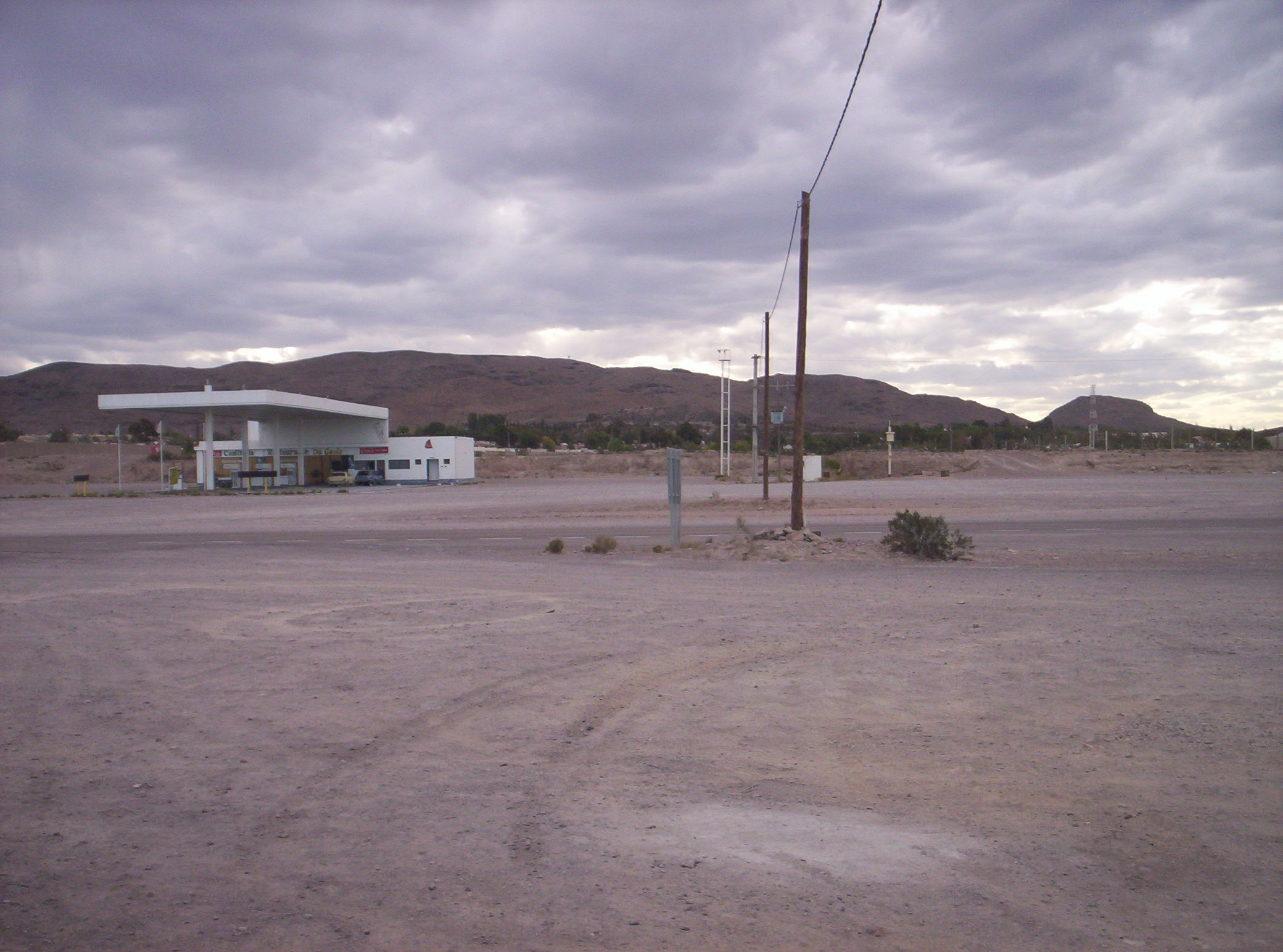
La exestación YPF vital para la economía de la ciudad.

El pueblo tuvo un movimiento económico importante por la mina de hierro explotada por la firma HIPASAM desde fin de la década de 1960 hasta el año 1990, en que cesaron sus trabajos de explotación al decretarse su cierre por parte del gobierno nacional, lo que produjo serias consecuencias económico-sociales en una sociedad que dependía de esa producción minera, y, de esta manera, se abrió la puerta al éxodo producido al tiempo que imponía a su población un marcado empobrecimiento.
Posteriormente, asumida la conducción empresarial por el gobierno de Río Negro a través de HIPARSA (Hierros Patagónicos Rionegrinos S.A.), comenzó lentamente la tarea que las autoridades provinciales se impusieran para lograr mantener las monumentales instalaciones del complejo y ponerlo en valor hasta llegar a la privatización que recayó sobre empresas del gobierno chino quienes comenzaron la ardua tarea de reactivar los túneles de la mina; el puerto de Punta Colorada y la interconexión entre ambos: el ferroducto que a lo largo de 32 km. recorre las estepas del lugar transportando el mineral de hierro para ser peletizado en las instalaciones que se encuentran en la estación marítima mineralera, frente al mar.
Paralelamente, comenzó la tarea de las autoridades y comerciantes locales para dar impulso a actividades relacionadas con los recursos turísticos de la zona -en un principio, fue su "Viaje al centro de la Tierra" que hacía que los visitantes se adentraran en los túneles existentes y que por la privatización producida dejó de ser una opción económica para la ciudad- promocionando sus playas y sus serranías, lo que significó dar nuevos estímulos a la deprimida economía local.
Playas Doradas en la actualidad es la fuente principal de trabajo que genera mano de obra de construcción y de actividades turísticas en la época de verano.  

## Educación y salud

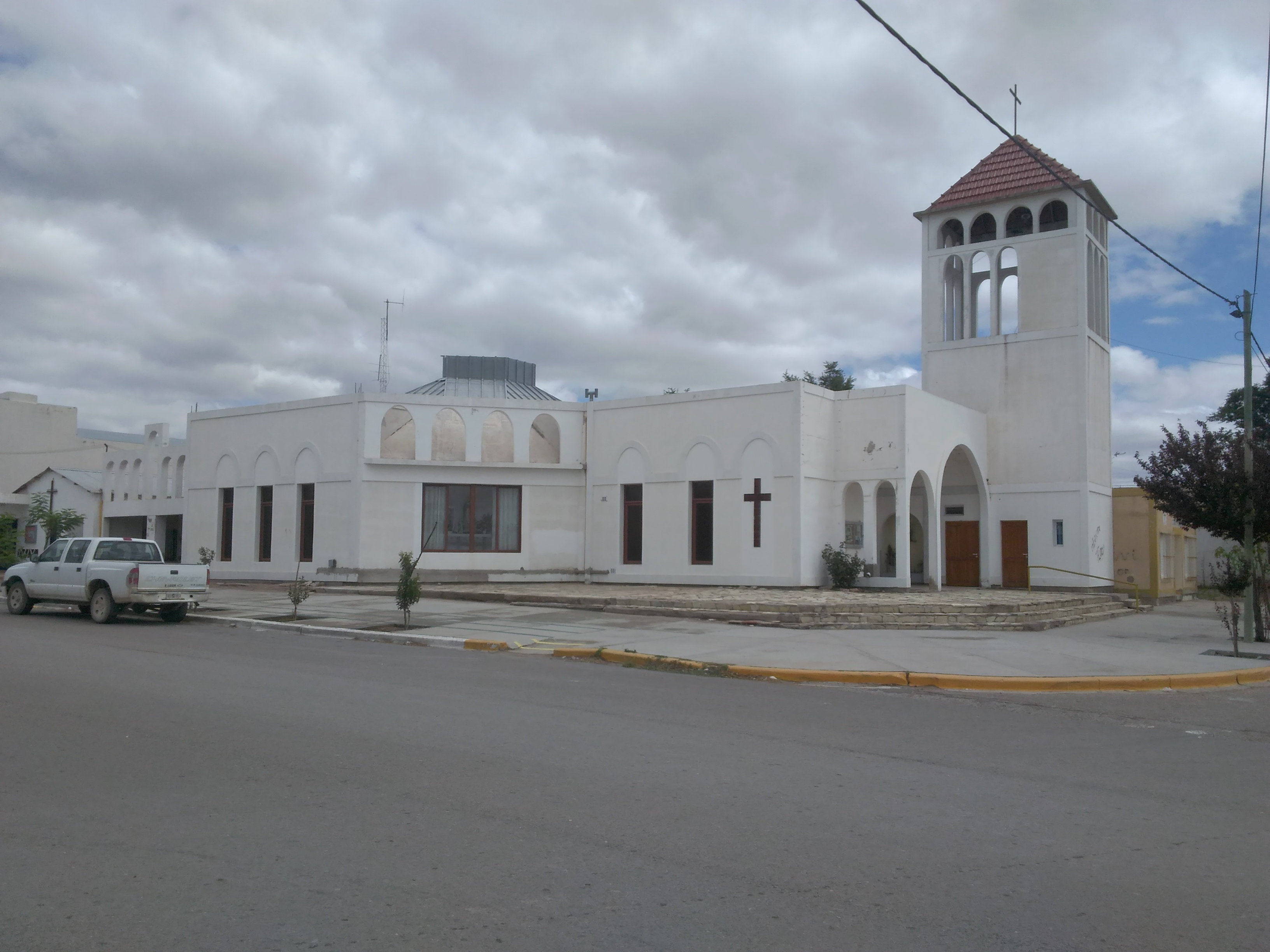
"Nuestra Señora de Lourdes" iglesia católica de Sierra Grande.

Sierra Grande cuenta con establecimientos educativos propios. Para la educación inicial existen cinco instituciones primarias, una de ella nocturna para adultos, tres escuelas secundarias y una especial. Cuenta con un Instituto de Formación docente donde se dictan el Profesorado de Educación Inicial y el Profesorado de Educación Primaria. El Instituto Técnico Superior incluye las carreras de Tecnicatura Superior en Turismo y Tecnicatura Superior en Seguridad e Higiene.
En la localidad existe un hospital público y una unidad de atención primaria en salud en un barrio distante 7 km de la zona céntrica. El cercano balneario Playas Doradas dispone de otra unidad de atención primaria en salud.

## Medios de comunicación
Sierra Grande cuenta con seis  radios FM y tres portales de Noticias:
- 88.1 FM Radio Evolución
- 88.5 FM Radio Libre
- 88.9 FM Municipal
- 98.9 FM Mega Éxitos
- 105.9 FM Lourdes
- 100.5 FM
- 103.5 FM patagonia

También existen tres diarios digitales: Noticias de Sierra Grande, Pido La Palabra y Prensa Serrana.
Los primeros medios de información masiva fueron Sierra Grande TV. Canal 3 (1973 a 1979) - circuito cerrado de televisión -FM Radio Iniciativa Privada (1987) y meses después FM Cosmos. El primer medio regional que instaló una agencia en la localidad de Sierra Grande fue el Semanario El Canal.[cita requerida]
La primera señal de emisión en FM en Sierra Grande fue en 1987, realizada por Norberto Freire desde Radio Iniciativa Privada en su frecuencia de 92.3 MHz. Así también lograron la primera emisión en FM Estéreo de la localidad a través de FM Cosmos (22 de octubre de 1988). Primero en la frecuencia de 88.9 MHz y posteriormente a través de 104.5 MHz.[cita requerida]

## Áreas naturales protegidas
A unos 50 km de Sierra Grande, sobre la costa marítima, se encuentra el Parque Nacional Islote Lobos, un área protegida que abarca unas 20.000 ha, gran parte de ellas de carácter marítimo.
A unos 80 km hacia el oeste de la localidad se encuentra la Meseta de Somuncurá, una extensa formación basáltica precámbrica, de alrededor de 1 600 000 ha de características paisajísticas particulares.
Ambas áreas protegidas se encuentran catalogadas como AICAs (Áreas Importantes para la Conservación de las Aves).

## Parroquias de la Iglesia católica en Sierra Grande
| Diócesis  | Viedma                    |
| --------- | ------------------------- |
| Parroquia | Nuestra Señora de Lourdes |